# Hardmodding

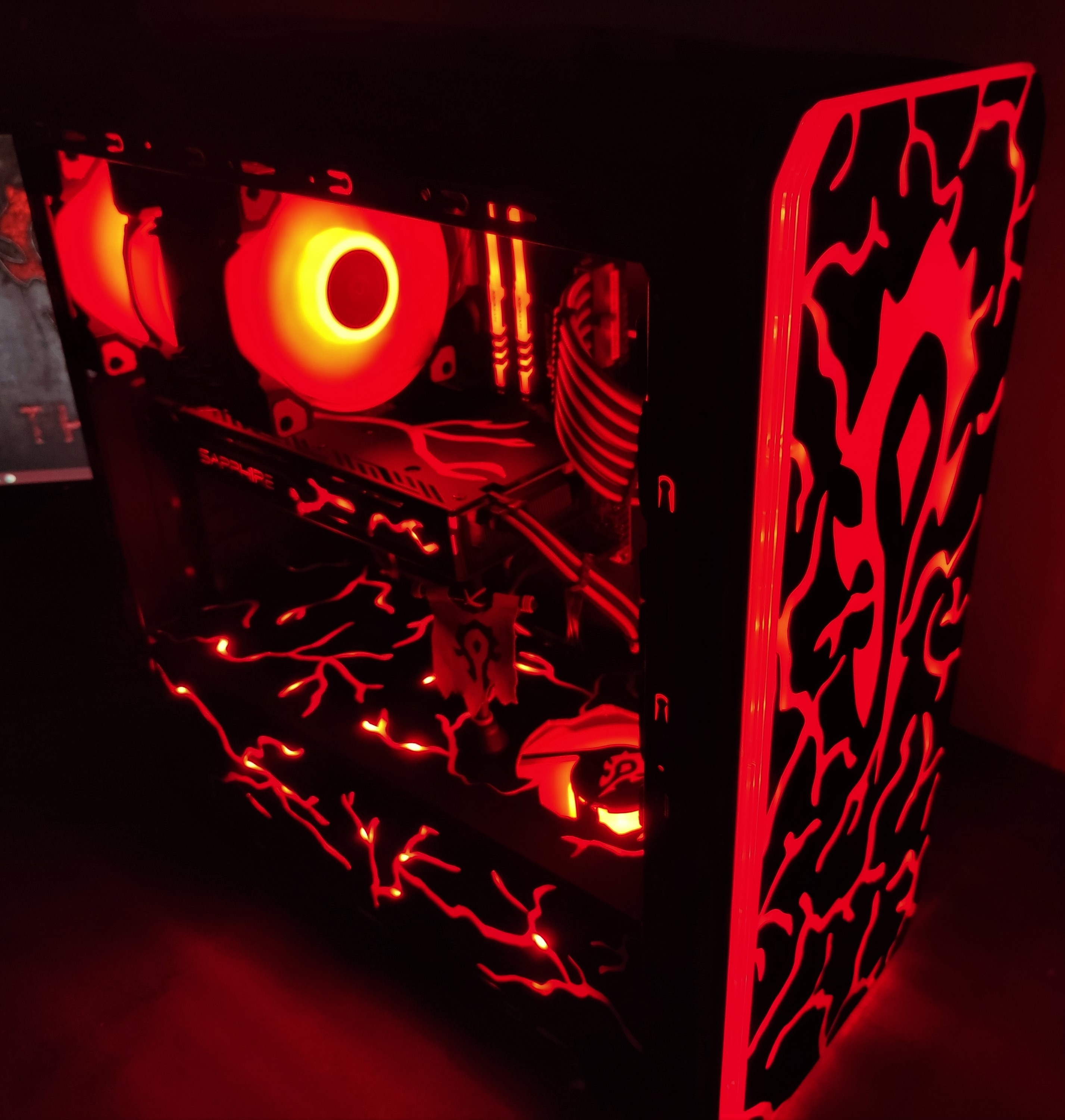
Caja modificada con RGB, aluminio y acrílico.

Case modding o Hardmodding es la modificación de la caja de computadora (también llamado gabinete, carcasa, tarro o erróneamente CPU). Modificar la computadora de forma no convencional se considera un mod. Mucha gente, en particular entusiastas del hardware, utilizan estas modificaciones para resaltar el poder de la computadora o simplemente por motivos estéticos. Normalmente se encuentran en LAN parties.

## Historia
Cuando las computadoras personales se volvieron de uso común la mayoría se vendían con gabinetes grises. Este diseño fue comúnmente llamado caja gris. Aunque cumplía con su propósito de contener los componentes de la computadora personal, mucha gente empezó a notarlo aburrido o monótono y empezó a modificarlos o a construirlos a su gusto. Esta práctica ganó más aceptación con el lanzamiento de la iMac de Apple, que contrastaba con la típica caja gris. Cuando el precio de las computadoras bajó, y la competencia aumentó, los fabricantes empezaron a sacar al mercado gabinetes negros, grises obscuros y de otros colores.
Actualmente esta industria se ha desarrollado y hay mucha diversidad de gabinetes. En Internet es común encontrar competiciones de moddding en las que se premia los diseños más creativos. Muchos diseños se inspiran en cosas del hogar que no tienen que ver con la computación. La mayoría intenta crear algo único y diferente según sus capacidades como artista. El término se ha popularizado y en el mercado existen gabinetes muy llamativos, aunque por los entusiastas no es case modding si es comprado, ya que lo debe de hacer uno mismo.

## Modificaciones comunes

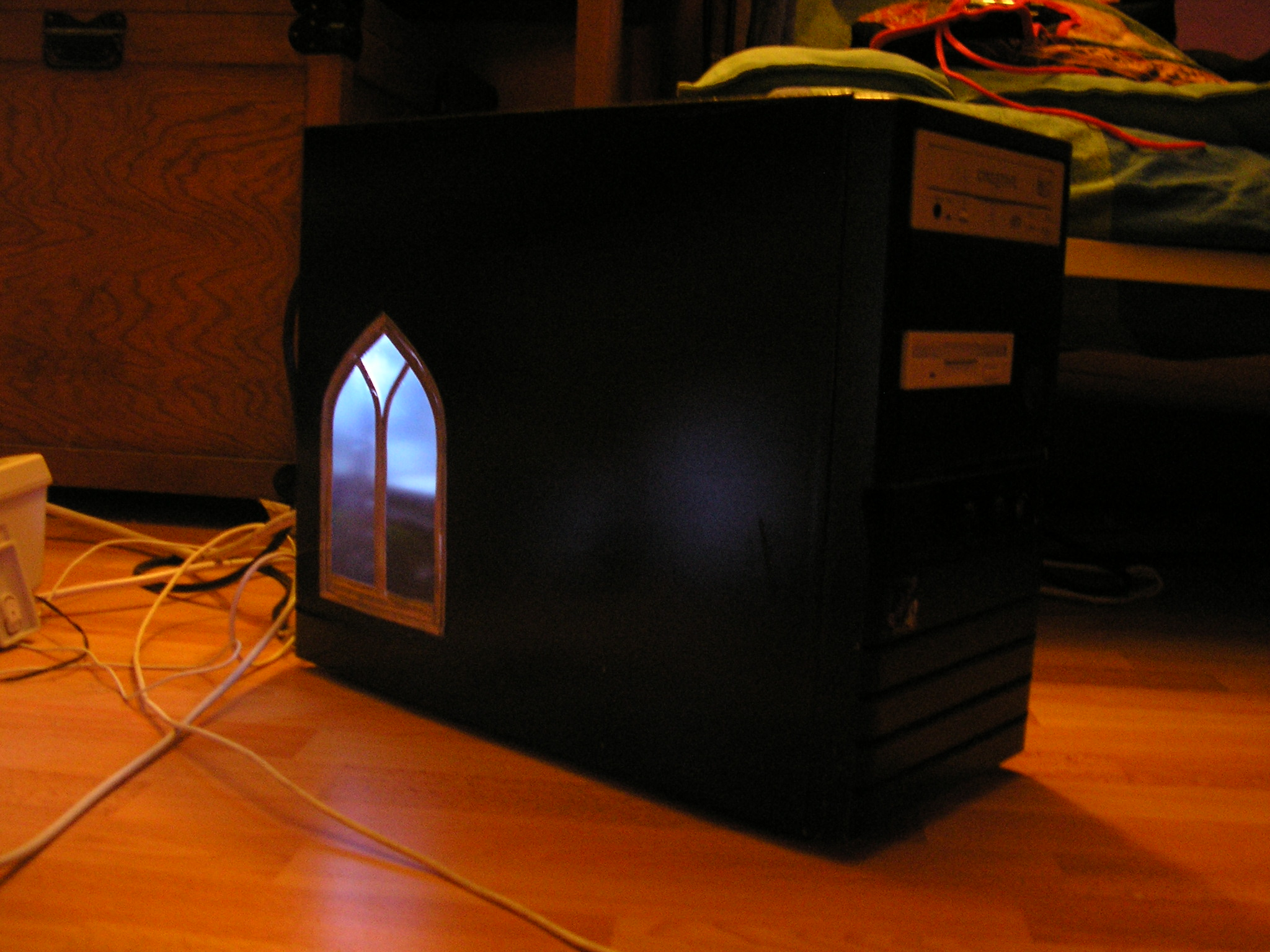
Chasis con ventana y luces.

- Modificación de ventana: se refiere a poner una ventana en uno de los paneles del gabinete. Normalmente se hace en los laterales y no el superior. Esta modificación se hizo tan popular que muchos fabricantes de gabinetes las incluyen, incluso han salido gabinetes totalmente transparentes.
- Modificación de luces: esta modificación se realiza iluminando el interior del gabinete, se puede hacer con luz de cátodo frío, LEDs o cable electroluminiscente. Se puede sincronizar la iluminación con controles de sonido. La luz de cátodo frío genera mucho calor. Los LEDs existen de muchas formas y tamaños, en paquetes individuales, barras de LEDs o con ventiladores. Los cables electroluminiscentes parecen una cuerda de luz y algunas veces se incorporan a los cables conectores de la computadora. Normalmente si se hace una modificación de luces se incluye una ventana para poder mostrarla.
- Modificaciones de enfriamiento: en esta categoría existen muchas modificaciones, siendo la más sencilla agregar un ventilador extra al gabinete. Algunas más complicadas son poner enfriamiento por agua o modificar el gabinete para un mejor flujo del aire. Son muy utilizadas por Overclockers (entusiastas de la computación que incrementan el ritmo del reloj del procesador) que buscan mejor ventilación o una disminución del ruido. Existen kits para realizar estas modificaciones.
- Gabinetes únicos: la mayoría de las modificaciones utilizan un gabinete tradicional; sin embargo, las más extremas necesitan modificar los conectores u otras partes del hardware para que estén de acuerdo al tema.

## Modificaciones no tan comunes

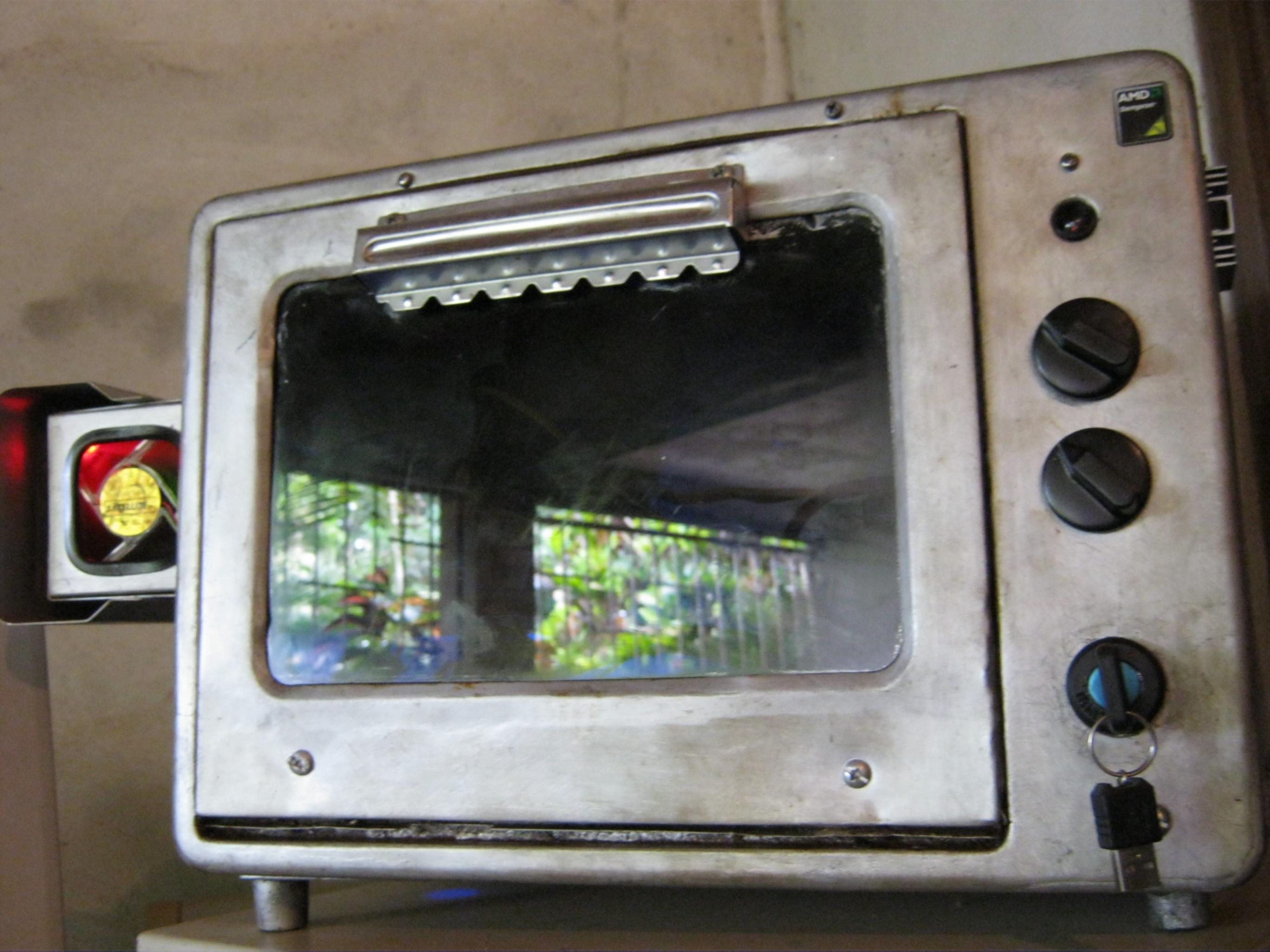
Proyecto Hybrid Modding por Norman Stark - Gabinete hecho desde un Horno Eléctrico desechado por más de 6 Años.

- Modificaciones de periféricos: se trata de modificar los periféricos como el teclado, el ratón, los altavoces, etcétera.
- Modificaciones de enfriamiento poco comunes: overclockers fanáticos llegan a instalar sistemas de enfriamiento, para romper marcas de desempeño, que incluyen cambios de estado o nitrógeno líquido. Sin embargo, estos sistemas son muy caros y pueden ser ruidosos o peligrosos.
- Construcción de gabinetes: mucha gente construye totalmente el gabinete según diseños realizados por ellos mismos; éstos van desde transformaciones de forma hasta verdaderas obras de arte.
- Modificación de componentes: esta modificación involucra modificar componentes de la computadora como los botones de los lectores ópticos. Normalmente se usa en combinación con camuflajes para esconder el lector. Existen modificaciones más complicadas, como ventanas en lectores ópticos o discos duros, pero representan grandes riesgos para el funcionamiento de los mismos.
- Periféricos integrados: se pueden llegar a instalar altavoces o pantallas LCD en el gabinete en un intento de hacerlos portátiles.